# صيد البط

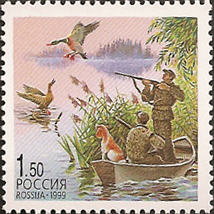

صيد الإوزيّات هو صيد البط أو الإوز أو طيور أخرى من أجل الطعام أو للرياضة. وفي البلاد التي تمنع صيد الطيور التجاري فإن صيد البط رياضة ترفيه خارجية غالبا.
تشترك عدة أنواع من البط والوز بمكان العيش وموسم الصيد ولذا تصطاد بالطريقة نفسها. فليس من المستبعد أن تصطاد عدة أنواع من الطيور في إحدى رحل الصيد.